# Belliena phalerata
Belliena phalerata är en spindelart som beskrevs av Simon 1902. Belliena phalerata ingår i släktet Belliena och familjen hoppspindlar. Inga underarter finns listade.